# بیماری پیرونی
بیماری پِیرونی (به انگلیسی: Peyronie's disease) نوعی بیماری اکتسابی (کم‌کم به دست آمده) آلت مردی (پنیس) است که موجب کجی (انحراف) و خمی (انحنا) و کوتاهی (کوچک شدن) اندازه آن می‌شود. این بیماری به علت تشکیل بافت فیبروز (لیفی) در داخل جسم غاری (تونیکا آلبوژینه‌آ) ایجاد می‌شود.
در این بیماری که پنیس را درگیر می‌کند بافت همبندی در داخل بافت نرم پنیس ایجاد می‌شود و موجب اختلال در نعوظ، انحنای آلت، و کوتاهی آن و درد هنگام راست شدن می‌شود. علت اصلی بیماری مشخص نیست ولی وارد شدن ضربه به آلت تناسلی در حالت نعوظ را در ایجاد آن مؤثر می‌دانند و گاهی نیز ختنه نامناسب باعث آلت کج می‌شود. درمان چندان این بیماری موفق نیست و بیشتر وقت‌ها با گذر زمان سبب ناتوانی و ناکارآمدی جنسی در مرد می‌شود.
تخمین زده می‌شود که این حدود ۱۰ درصد از مردان را تحت تأثیر قرار دهد. این بیماری با افزایش سن شایع‌تر می‌شود.
نخستین بار جراح فرانسو «پیرونی»، این بیماری را توصیف کرد.

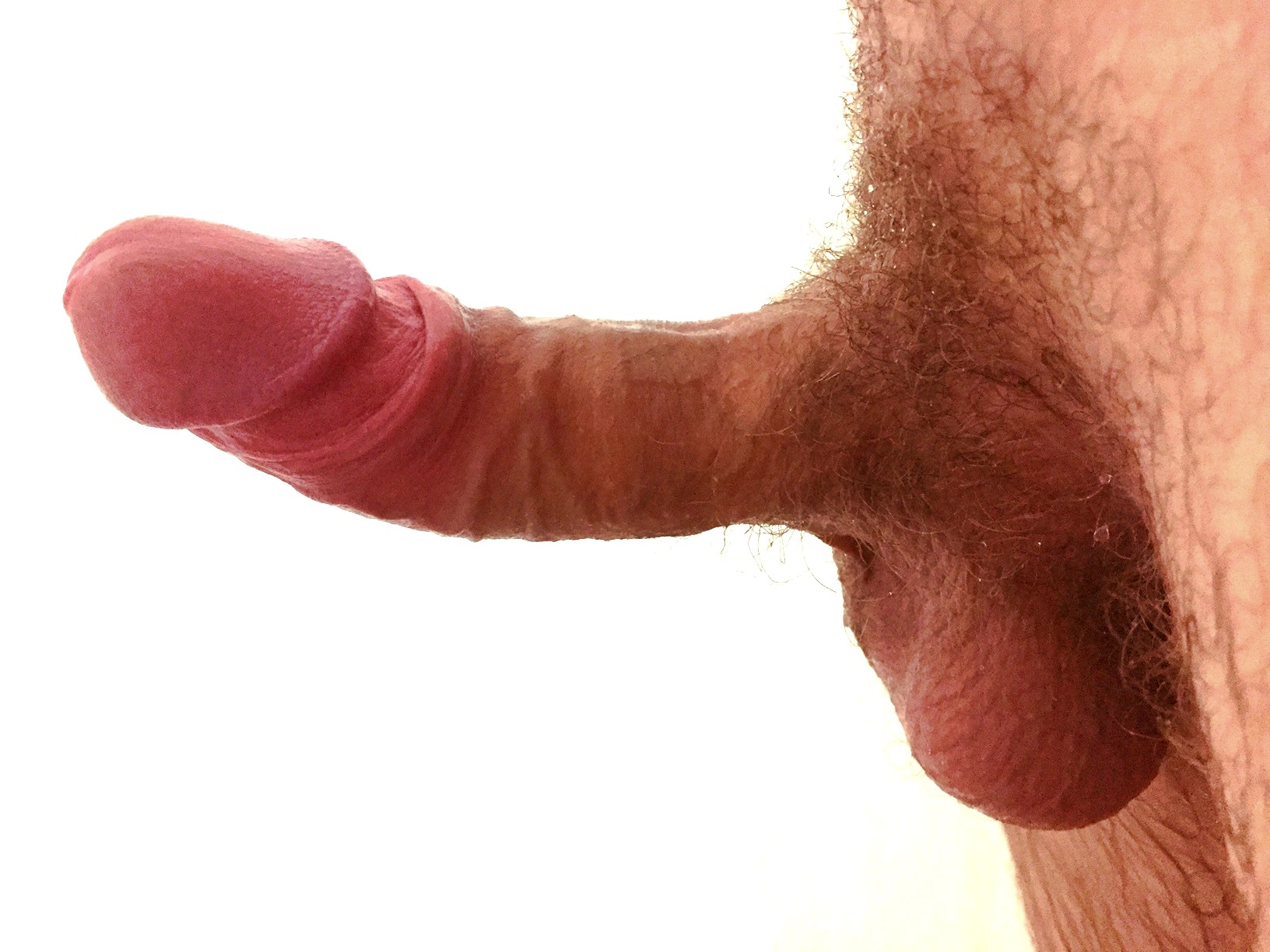
نمونه آلت تناسلی خم‌شده به طرف بالا و چپ

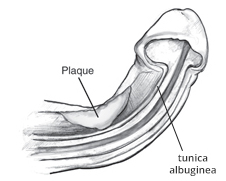
پلاک تشکیل‌شده در پنیس با بیماری پیرونی